# Кочетовский сельсовет (Мичуринский район)
Кочетовский сельсовет — сельское поселение в Мичуринском районе Тамбовской области.
Административный центр — село Кочетовка.

## Население
| 2010  | 2012  | 2013  | 2014  | 2015  | 2016  | 2017  |
| ----- | ----- | ----- | ----- | ----- | ----- | ----- |
| 1502  | ↘1430 | ↘1429 | ↗1487 | ↘1284 | ↘1205 | ↘1140 |
| 2018  | 2019  | 2020  | 2021  |       |       |       |
| ↗1150 | ↘1082 | ↘1027 | ↗1202 |       |       |       |

## Состав сельского поселения
| № | Населённый пункт | Тип населённого пункта       | Население |
| - | ---------------- | ---------------------------- | --------- |
| 1 | Александровка    | деревня                      | ↘150      |
| 2 | Гостеевка        | деревня                      | ↗208      |
| 3 | Измайловка       | деревня                      | ↘5        |
| 4 | Кочетовка        | село, административный центр | ↘1137     |
| 5 | Мосоловка        | деревня                      | ↘2        |